# Strgar
Strgar je priimek več znanih Slovencev:
- Aleš Strgar, letalska policijska enota
- Andrej Strgar (&Katja Strgar), krajinski arhitekt, vrtnarski podjetnik
- Bernarda Strgar Schulz, biologinja, oblikovalka vrtov (hortikulturnica), publicistka,
- Beti Strgar (*1993/94?), igralka in glasbenica-pianistka
- Branka Strgar, narodnozabavna pevka (Zadovoljni Kranjci)
- Igor Strgar (*1972), smučarski skakalec
- Jan Strgar (1881—1955), čebelar in trgovec
- Jelka Strgar (*1959), biologinja, botaničarka; hortikulturnica?
- Jože Strgar (*1929), agronom, hortikulturni (parkovni) strokovnjak, ljubljanski župan
- Matic Strgar (*1982), kolesar
- Peter Strgar (& Polona), bilologa, planinca?
- Tomaž Strgar, nekdanji polkovnik SV in ataše, podjetnik (Caviar Biosistem)
- Vid Strgar - "Fida" (1836—1922), ljudski zdravilec, učenjak in čudodelec (Fidov gaj, Fidova zijalka)
- Vinko Strgar (1870—1934), inženir-montanist in rudarski organizator
- Vinko Strgar (1928—1992), botanik in hortikulturni strokovnjak